# Università Cattolica del Petrópolis
La Università Cattolica di Petrópolis (UCP) è un ente di istruzione superiore brasiliana, con sede a Petrópolis in Rio de Janeiro.